# NGC 6683
NGC 6683 في الفهرس العام الجديد، هي مجرة، تقع في كوكبة الترس (كوكبة). اكتشفت في 28 يوليو 1827 بواسطة جون هيرشل.

## روابط خارجية
- NGC 6683 على موقع ويكي سكاي: DSS2, SDSS, GALEX, IRAS, Hydrogen α, X-Ray, Astrophoto, Sky Map, Articles and images